# کریم جعفر
کریم جعفر (انگلیسی: Karim Jafar) بازیکن فوتبال اهل عراق بود.
وی همچنین در تیم ملی فوتبال عراق بازی کرده‌است.